# Кюстендил в миналото и сега (книга)
„Кюстендил в миналото и сега“ e историко-географски и етнографски очерк за Кюстендил от Стоян Йовев - български политически и обществен деец, дългогодишен адвокат в гр.Кюстендил. Книгата е издадена e през 1936 г. в Кюстендил; съдържа 72 страници, с обявена цена 30 лева.